# 福岡SUNS
福岡SUNS（ふくおかサンズ、英: Fukuoka Suns）は、日本の福岡県福岡市に拠点を置くアメリカンフットボールのクラブチーム。Xリーグ1部のX1 SUPERに所属する。2017年に加盟し、X1では一番、リーグ全体では2022年に加盟した琉球ガーディアンライオンズの次に新しいチームである。
2024年からは、株式会社GreaterFukuokaがメインスポンサーに就任し、飲料ブランド「PLEIADES」の名称を冠に『PLEIADES福岡SUNS（プレアデスふくおかサンズ）』として活動している。

## 概要
2017年2月1日に創部。九州で初めてXリーグに加盟したチームである。2017年の入替戦に勝利しX2リーグへ昇格。2018年の入替戦にも勝利し、前年の電通クラブキャタピラーズ以来のX1リーグの昇格チームとなった。2021年のX1AREAで3位となり翌年のX1SUPERのチーム数拡大による自動昇格にてX1SUPERへ昇格。地方チームとして初めてのX1SUPER昇格チームとなる。

## 歴史

### チーム創設
チーム創設前、九州には社会人独立リーグとして「九州社会人アメリカンフットボール連盟」が存在していたが、加盟チーム数は減少の一途をたどっていた。学生リーグでは2009年から全日本大学アメリカンフットボール選手権大会が始まり、九州の大学にも日本一を目指すことが可能となっていただけに、社会人チームの減少は九州アメリカンフットボール界にとって深刻な問題であった。
このような状況を鑑み、当時西南学院大学アメリカンフットボール部の監督であった桑原直樹とヘッドコーチの吉野至によって、2017年2月1日に福岡SUNS（ふくおかサンズ）として創部、同年にXリーグに加盟した。チームの愛称である「SUNS」は、「日本のアメリカンフットボール界の未来を照らす存在になる」という意味から命名された。同年7月8日、福岡市に本社がある株式会社オーパーツがスポンサーとなり、オーパーツ福岡SUNSと改名。同年のX3リーグ・ウエストで優勝し、入替戦でも富士ゼロックスJ-Starsを破り、X2リーグに昇格。

### 九州初のX1チーム
2018年のX2リーグウエストで優勝。2019年より新しくX1リーグを編成するに当たり、Xリーグウエスト最下位であったサイドワインダーズとの入替戦が行われることになった。2018年12月2日に行われた入替戦でサイドワインダーズを22-7で破り、加盟から2年でX1 Area昇格を決めた。
2019年4月1日より、メインスポンサーが株式会社みらいふに変更となったことに伴い、チーム名もみらいふ福岡SUNSに変更された。
2020年4月1日、栗原嵩（前IBMビッグブルー）とコージ・トクダ（お笑い芸人・元ブリリアンメンバー）が加入。
2021年6月1日、メインスポンサー変更により、チーム名がイコールワン福岡SUNSに変更された。7月3日、田村丈（元プロ野球選手）が加入することが発表された。同月7月17日、筬島直人（元ラグビー選手）が加入することが発表された。7月31日には黒川ラフィ（元ラグビー選手）も加入した。11月21日、X1AREAリーグを5勝1敗の3位で終え、チーム数拡大による自動昇格にてX1 Superへの昇格を決める。
2022年8月1日、株式会社otonariとメインスポンサー契約を交わし、otonari福岡SUNSへとチーム名が変更された。
2024年4月より、株式会社GreaterFukuokaとメインスポンサー契約を交わし、PLEIADES福岡SUNSへとチーム名が変更された。

## ライバル関係

### アサヒ飲料クラブチャレンジャーズ
サンズのスピード昇格の裏で、同じく力を増してきているといわれるチームがチャレンジャーズである。2019年のリーグ再編で両チームはX1 Areaに所属となり、2021年のX1 Superの拡大で両チームともにX1 Superに昇格となった。2022年に行われた第7回尼崎ボウル・対チャレンジャーズ戦では、観客動員数が約2500人と、公式戦以外で注目を集める試合となった。

## 文化

### マスコット
チームのマスコットはサニーくん（Sourdough Sam）である。2021年に行われたクラウドファンディングによってマスコットの着ぐるみが制作され、11月21日のホームゲームでお披露目された。

### チアリーダー
チームのチアリーディングチームは、福岡SUNS Cheerleadersである。2019年5月から活動を開始し、サンズの試合だけでなく、イベントへの参加など幅広く活動を行っている。

## タイトル

### 社会人リーグ
- なし

### 社会人VS学生大会
- なし

## 成績

### 秋季リーグ戦成績
|  |  |  | 優勝 |  | 準優勝 |  | 昇格 |  | 降格 |

| 2017 | X3ウエスト | 6 | 0  | 0 | 1位 | X2-X3入替戦勝利（対富士ゼロックスJ-Stars）、X2昇格     |                          |                          |                          |
| 2018 | X2ウエスト | 5 | 0  | 0 | 1位 | X1-X2入替戦（対サイドワインダース）、X1 (X1Area) 昇格  |                          |                          |                          |
| 2019 | X1 Area    | 4 | 2  | 0 | 7位 |                                                        |                          |                          |                          |
| 2020 | X1 Area    | 1 | 1  | 0 | -   | 短縮日程により交流戦のみ                               | 短縮日程により交流戦のみ | 短縮日程により交流戦のみ | 短縮日程により交流戦のみ |
| 2021 | X1 Area    | 4 | 2  | 0 | 3位 | X1 Superチー厶拡大により、自動昇格                     |                          |                          |                          |
| 2022 | X1 Super   | 0 | 5  | 0 | 5位 | Super-Area入替戦(対PentaOceanパイレーツ)、X1 Super残留 |                          |                          |                          |
| 合計 | X3リーグ   | 6 | 0  | 0 |     |                                                        |                          |                          |                          |
| 合計 | X2リーグ   | 5 | 0  | 0 |     |                                                        |                          |                          |                          |
| 合計 | X1リーグ   | 9 | 10 | 0 |     |                                                        |                          |                          |                          |